# Henk de Vaal
Hendrik (Henk) de Vaal (Waardenburg, 2 februari 1929 – Eindhoven, 28 februari 2024) was een Nederlands bokser.
De Vaal groeide op in Woensel en trainde in zijn jeugd met atleet Eef Kamerbeek, kogelslingeraar Hans Houtzager sr. en voetballer Coen Dillen.
Van huis was De Vaal net als zijn vader huisschilder. Volgens zoon Johnny in 2024 vocht Henk de Vaal in 246 partijen. Hij bokste en trainde tot op late leeftijd, maar dan meer voor vrije tijd besteding. Hij kwam uit in de klasse weltergewicht en werd daarin in meerdere jaren amateurkampioen van Zuid en een keer van Nederland. Hij was leerling van Huib Huizenaars, de broer van Theo Huizenaars. Zijn naam duikt in 1949 op bij wedstrijden in Noord-Brabant.
In 1955 had hij een proflicentie aangevraagd en gekregen. Hij had toen al vijf keer achtereen het zuidelijk kampioenschap voor amateurs bij elkaar geslagen (1951 tot en met 1955) en het Nederlands kampioenschap in 1954. In 1952 ontving hij als Nederlands beste bokser ook de "Zilveren handschoen"; een prijs ter beschikking gesteld door Het Vrije Volk.
Des te zuurder was dat hij door een kermiswedstrijd later in 1956 door de Nederlandse Boksbond werd geschorst en geroyeerd. Zij zagen hem en zijn collegae liever niet op dergelijke evenementen boksen. De schorsing en het royement was destijds landelijk nieuws. Het betekende het eind van zijn net gestarte loopbaan als profbokser. Na zijn bokscarrière bestierde het echtpaar een hotelcafé aan de Boschdijk, hij was ook nog een tijdlang pompbediende.
Hij was zoon van schilder Peter de Vaal en Janna van Os.
De Vaal, uit de Morsestraat, trouwde met jeugdliefde en de één jaar oudere Anneke uit de Archimedesstraat. Ze groeiden samen op in Woensel. Het echtpaar kreeg vier zonen, die alle vier de schilderswereld ingingen. Anneke overleed een jaar voor hem. Henk de Vaal was niet de enige amateurbokser in de familie, ook zijn broers Cor, Gerrit en Wim deden aan die sport.